# Fermino Cassin
Fermino Cassin (Sesto al Reghena, 13 ottobre 1929) è un ex calciatore italiano, di ruolo mediano.

## Carriera
Giocò per due stagioni in Serie A nel Napoli.